# Podlëdnye gory Peschanskogo
Podlëdnye gory Peschanskogo är ett berg i Antarktis. Det ligger i Östantarktis. Australien gör anspråk på området. Toppen på Podlëdnye gory Peschanskogo är 2 317 meter över havet.
Terrängen runt Podlëdnye gory Peschanskogo är huvudsakligen en högslätt. Trakten är obefolkad. Det finns inga samhällen i närheten.